# Shuckburgh Hall
Shuckburgh Hall est un manoir de campagne privé à Lower Shuckburgh, Warwickshire, près de Daventry dans le Northamptonshire.

## Histoire
Le domaine est la demeure de la famille Shuckburgh depuis le XIIe siècle . La maison, qui a obtenu le statut de bâtiment classé Grade II * en janvier 1952, n'est généralement pas ouverte au public.
La maison a ses origines aux XIVe et XVe siècles mais est très modifiée et agrandie au fil des années. La façade principale, conçue par Henry Edward Kendall Jr. (en) dans un style à l'italienne, est ajoutée sur l'ancienne maison en 1844 .
Sir George Shuckburgh-Evelyn (1751-1804) passe une commande à Jesse Ramsden pour un télescope en 1781, et il est livré dix ans plus tard . Le télescope, connu sous le nom de télescope Shuckburgh, est installé dans son observatoire du manoir et est déplacé après sa mort à l'Observatoire royal de Greenwich à Londres en 1811 . Il y est utilisé pendant plus d'un siècle avant d'être transféré au Science Museum de Londres en 1927.
Il a également commandé une horloge à John Arnold & Son à utiliser avec le télescope de cet observatoire .